# Boris Bebenin

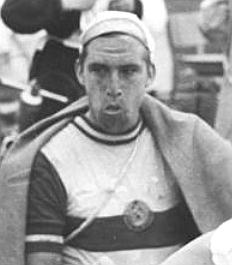
Bebenin 1955

Boris Bebenin (* 8. Januar 1932) ist ein ehemaliger sowjetischer Radsportler.

## Radsportlaufbahn
Außer der dreimaligen Teilnahme an dem Dreiländer-Etappenrennen Internationale Friedensfahrt, einem zweiten Platz bei den sowjetischen Straßenradsportmeisterschaften 1956 und dem Gewinn der Goldmedaille beim Straßenrennen der Internationalen Freundschaftsspiele der Jugend in Moskau 1957 trat Bebenin bei bedeutenden Radsportereignissen international nicht in Erscheinung. 1956 gewann er den Titel des Meisters der Völker-Spartakiade der Sowjetunion. Er betrieb parallel Eisschnelllauf und gehörte dem Verein Trud Podolsk an.
Bei der Friedensfahrt 1955 gehörte Bebenin zum ersten Mal zur sowjetischen Nationalmannschaft, schied aber vorzeitig aus. Erst 1958 wurde er erneut für die Friedensfahrt nominiert und konnte sich bereits auf der ersten Etappe mit einem zweiten Platz in Szene setzen. Auf dem vorletzten Tagesabschnitt kam er mit Platz drei noch einmal auf das Siegerpodest und in der Endwertung der Tour auf Rang zwei. Bei seiner letzten Friedensfahrtteilnahme 1959 gewann er die dritte Etappe, wurde in der Endabrechnung aber als schlechtester Sowjetfahrer nur 46.
Bebenin war sowjetischer Staatsamateur und von Beruf Werkmeister in einer Moskauer Fabrik.